# Jens Streifling

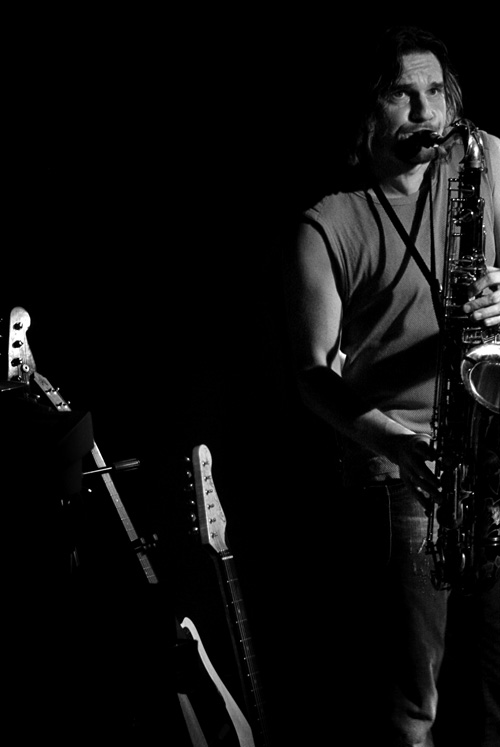
Jens Streifling (2006)

Jens Streifling (* 30. April 1966 in Borna) ist ein deutscher Musiker und Multiinstrumentalist. Bekannt wurde er als Saxophonist und Songwriter bei der Rockgruppe BAP und seit 2003 als Mitglied der Kölner Mundart-Musikgruppe Höhner.

## Biografie
Jens Streifling verlebte seine Kindheit und Jugend in Kitzscher im Landkreis Leipzig. Mit acht Jahren lernte Streifling von seinem Klarinettenlehrer, Herrn Roscher vom Rundfunksinfonieorchester Leipzig, das Klarinettenspiel. Kurz darauf folgten weitere Instrumente. Erste musikalische Erfahrungen sammelte er von 1976 bis 1981 im Jugendorchester des VEB Braunkohleveredlung Espenhain. In dieser Zeit sattelte Streifling auf Bluesharp und Gitarre um. Zu seinen frühen Einflüssen zählte Bob Dylan.
1981 gründete er die Schülerband „Schulrock“, die sich später in P 16 umbenannte. Die Band gewann u. a. den Förderpreis des Zentralrats der FDJ und den 3. Nachwuchspreis 1986 des Verlags Neues Leben. Der Titel P 16 erschien 1985 bei Amiga, dem DDR-Plattenlabel, auf der Kompilation Auf dem Wege 4. Ab 1984 spielte Streifling zusätzlich in der Band Zebra, mit der er 1987 Zebra live Rock mit Brecht / Weill Songs und Balladen aufnahm. Streifling stieg 1986 bei P 16 aus und beendete kurz darauf auch seine Karriere bei Zebra.
1988 stellte Streifling einen Ausreiseantrag und verließ 1989 mit seiner Familie die DDR. Er wurde in Köln ansässig und betätigte sich zunächst als Gastmusiker bei Volksmusik-Veranstaltungen und an Theatern. Als Tourmusiker begleitete er Pankow, L.S.E. und Viva la Diva. Mit Pankow war er später auf der CD Vierer Pack (1994) zu hören.
1992 beteiligte er sich an der Kölner Kampagne Arsch huh, Zäng ussenander, wo er Wolfgang Niedecken kennenlernte. Dieser beteiligte ihn an dem Projekt Leopardefell, das ein Album aufnahm. 1996 wurde Streifling als Saxophonist festes Mitglied von BAP. Während dieser Zeit spielte er außerdem als Sessionmitglied für Udo Lindenberg und Guildo Horn.

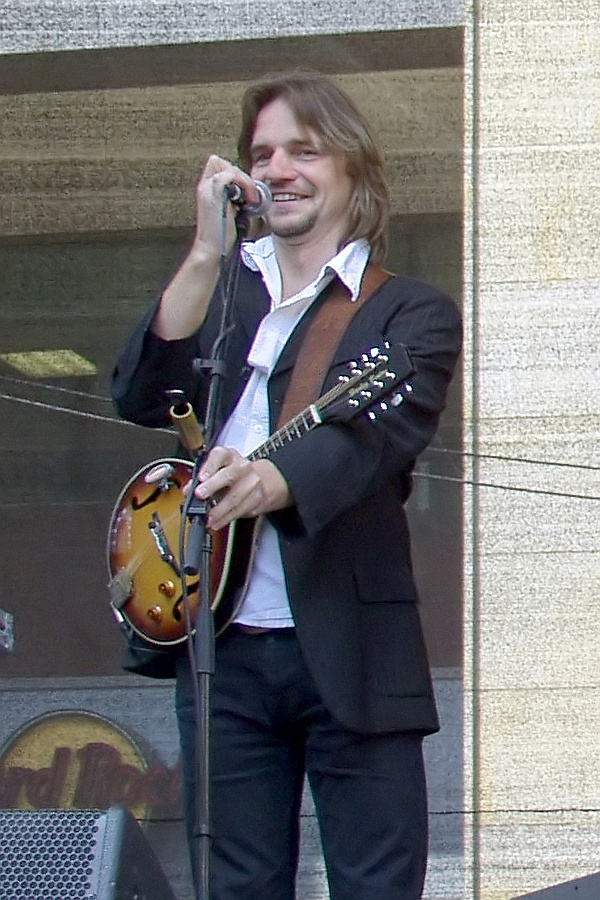
Jens Streifling mit der Gruppe „Höhner“ auf der politischen Demonstration „Köln stellt sich quer“ (2008)

Im Jahr 2000 erschien seine erste Soloveröffentlichung, der Soundtrack zum Film Hailife der Kölner Haie. 2002 stieg er bei BAP aus und veröffentlichte mit seinem Soloprojekt streifling! bisher eine CD und eine Single. 2003 stieg er zudem bei der Kölner Band Höhner ein. 2005 erschien die CD Hossa mein kleines Leben der Band Bleibende Schaeden. Neben mehreren Instrumenten zeigte sich Streifling hier auch als Musikproduzent verantwortlich.

## Sonstiges
Jens Streifling ist instrumental vielfältig ausgebildet. Neben seinen Hauptinstrumenten Saxophon und Gitarre spielt er Klavier, Mundharmonika, Schlagzeug, Bass, Mandoline und Klarinette.
Streifling hat aus erster Ehe drei erwachsene Söhne. Seit Juni 2018 ist er erneut verheiratet und Vater einer Tochter (* 2018).

## Diskografie

### Alben
- P 16: Auf dem Wege 4 (Sampler, 1985)
- Zebra: Live Rock mit Brecht / Weill Songs und Balladen (1987)
- Pankow: Vierer Pack (Gastmusiker, 1994)
- Niedecken: Leopardefell (1995)
- BAP: Amerika (1996)
- BAP: Comics & Pin-ups (1999)
- BAP: Tonfilm (1999)
- BAP: Aff un zo (2001)
- BAP: Överall (Live-Album, 2002)
- Jens Streifling (BAP): Soundtrack (EP, 2000)
- streifling!: Hurricane (2003)
- Bleibende Schaeden: Hossa mein kleines Leben (Produktion, 2005)

Zu seinen Veröffentlichungen mit Höhner siehe:
- Höhner#Diskografie ab 2003

## Zeitungsartikel
- Kathrin Haase: Jens Streifling von den Höhnern stammt aus Kitzscher - Von der Schülerband P16 über Bap zu den Höhnern: Jens Streifling hat eine beachtliche Karriere hingelegt. Für die Kitzscheraner wird er immer einer der Ihren bleiben. Weihnachten geht’s nach Hause. Leipziger Volkszeitung, Online-Portal, 24. Dezember 2018 sowie ganzseitiger Zeitungsbeitrag in der LVZ-Ausgabe Muldental am 24. Dezember 2018, Seite 35 („Thema des Tages“). Abgerufen am 6. Januar 2019.